# Barbara Bokus
Barbara Bokus, wcześniej Barbara Bokus-Rauch (ur. 26 czerwca 1953) – polska psycholożka, psycholingwistka, profesor nauk humanistycznych, prof. em. Długoletnia wykładowczyni na Wydziale Psychologii Uniwersytetu Warszawskiego. Współtwórczyni Międzywydziałowych Indywidualnych Studiów Humanistycznych (MISH) na Uniwersytecie Warszawskim (obecnie Kolegium Międzydziedzinowych Indywidualnych Studiów Humanistycznych i Społecznych). Współtwórczyni Akademii »Artes Liberales« (AAL). Inicjatorka czasopisma „Psychology of Language and Communication”. Jej dorobek naukowy skupia się wokół tematyki rozwoju kompetencji językowej i komunikacyjnej. Dotyczy m.in. nawiązywania interakcji przez dzieci, budowania dyskursu monologowego i dialogowego, pejzażu akcji i pejzażu świadomości w narracji, odpowiedzialności za słowo na przykładzie obietnic, rozumienia metafor oraz ironii. Redagowane i współredagowane przez nią książki służą także przybliżaniu podstawowych pojęć humanistyki z perspektywy różnych dyscyplin.

## Kariera naukowa
Studia psychologiczne ukończyła w 1977 roku na Wydziale Psychologii i Pedagogiki Uniwersytetu Warszawskiego. W roku 1982 uzyskała stopień doktora nauk humanistycznych w zakresie psychologii. Rozprawę doktorską przygotowała pod kierunkiem Grace Wales Shugar. W 1991 roku uzyskała stopień doktora habilitowanego w zakresie psychologii-psycholingwistyki rozwojowej na podstawie monografii pt. Tworzenie opowiadań przez dzieci. O linii i polu narracji. Tytuł profesora nauk humanistycznych otrzymała w roku 2001.
Główne pełnione funkcje: Kierownik Zakładu Psycholingwistyki (1993–2013) oraz Kierownik Katedry Psychologii Poznawczej (2002–2019) na Wydziale Psychologii UW, Z-ca Dyrektora Kolegium Międzywydziałowych Indywidualnych Studiów Humanistycznych UW (1994–2008), Z-ca Dyrektora Kolegium Artes Liberales UW (w roku akad. 2011/2012), Kierownik Międzyuczelnianego Programu Interdyscyplinarnych Studiów Doktoranckich Akademii »Artes Liberales« (2008–2023), Sekretarz Komitetu Psychologii PAN (2011–2015), Prezes Zarządu Fundacji na rzecz Rozwoju Polskiej Psychologii im. Tadeusza Tomaszewskiego (2014–2018), Redaktor Naczelna „Psychology of Language and Communication” (1997–2014, od roku 2015 funkcja honorowa). Członkini Komitetu Wykonawczego (2005–2011) International Association for the Study of Child Language (IASCL) oraz Rady Konsultacyjnej (2012–2023) International Pragmatics Association (IPrA).
W listopadzie 2018 roku – w uznaniu szczególnych zasług dla Akademii »Artes Liberales« – uhonorowana została Medalem OPTIME MERITO przyznanym przez Radę Fundacji „Instytut Artes Liberales”. 
Do grona osób z doktoratami pod kierunkiem Barbary Bokus należą: Natalia Banasik-Jemielniak, Marlena Bartczak, Ewa Dryll, Ewa Haman, Piotr Kałowski, Anna Milanowicz i in.

## Wybrane publikacje
- Bokus, B. (1984). Nawiązywanie interakcji społecznych przez małe dziecko. Monografie Psychologiczne, Wrocław: Ossolineum.
- Kurcz, I., Shugar, G.W., Bokus, B. (red.) (1987). Wiedza a Język, vol.2 „Język dziecka”. Wrocław: Ossolineum.
- Shugar, G.W., Bokus, B. (1988). Twórczość językowa dziecka w sytuacji zabawowo-zadaniowej. Wrocław: Ossolineum.
- Bokus, B. (1991). Tworzenie opowiadań przez dzieci. O linii i polu narracji. Kielce: Energeia.
- Bokus, B., Haman, M. (red.) (1992). Z badań nad kompetencją komunikacyjną dzieci. Warszawa: Energeia.
- Bokus, B. (2000). Światy fabuły w narracji dziecięcej. Warszawa: Energeia.
- Bokus, B. (red.) (2005). Studies in the Psychology of Child Language (In honor of Grace Wales Shugar). Warszawa: Matrix.
- Bokus, B., Shugar, G. W. (red.) (2007). Psychologia języka dziecka. Osiągnięcia, nowe perspektywy. Gdańsk: Gdańskie Wydawnictwo Psychologiczne.
- Bokus, B. (red.) (2010). Studies in the Psychology of Language and Communication (In honor of Ida Kurcz). Warsaw: Matrix.
- Bokus, B. (red.) (2011). The Humanities Today and the Idea of Interdisciplinary Studies (In honor of Jerzy Axer). Warsaw: Matrix[5].
- Shugar, G.W.,  Bokus, B., & Smogorzewska, J. (2013). From Reference Situation to Narrative Text. Piaseczno: Studio Lexem.
- Bartczak, M., Bokus, B. (2013). Rozumienie pojęć w depresji. Piaseczno: Studio Lexem.
- Bokus, B. (red.) (2013). RESPONSIBILITY. A cross-disciplinary perspective. Piaseczno: Studio Lexem.
- Bokus, B., Kloch, Z. (red.) (2013). Teksty i interpretacje. Piaseczno: Studio Lexem.
- Bokus, B., Kosowska, E. (red.) (2015). O wątpieniu. Piaseczno: Studio Lexem.
- Dryll, E., Bokus, B. (2016). Zrozumieć metaforę. Studium z psycholingwistyki rozwojowej. Piaseczno: Studio Lexem.
- Bokus, B., Kosowska, E. (red.) (2016). Nauczyciel akademicki – etos i warsztat. Piaseczno: Studio Lexem.
- Gomóła, A., Bokus, B. (red.) (2017). Żywność kulturowo przetworzona. Piaseczno: Studio Lexem.
- Bokus, B., Kosowska, E. (red.) (2018). Człowiek w sytuacji  – nie tylko z perspektywy psychologa. Studia inspirowane teorią Tadeusza Tomaszewskiego. Warszawa: Wydawnictwa Uniwersytetu Warszawskiego i SWPS Uniwersytet Humanistycznospołeczny.
- Milanowicz, A., Bokus, B. (2020). W krzywym zwierciadle ironii i autoironii. O kobietach i mężczyznach nie wprost. Warszawa: Wydawnictwa Uniwersytetu Warszawskiego.
- Bokus, B., Kosowska, E. (red.) (2020). Truth and Falsehood in Science and the Arts. Warszawa: Wydawnictwa Uniwersytetu Warszawskiego (e-book).
- Kosowska, E., Bokus, B. (red.) (2020). Prawda i fałsz w nauce i sztuce. Warszawa: Wydawnictwa Uniwersytetu Warszawskiego.